# Semomesia gentilis
Semomesia gentilis är en fjärilsart som beskrevs av Hans Ferdinand Emil Julius Stichel 1915. Semomesia gentilis ingår i släktet Semomesia och familjen Riodinidae. Inga underarter finns listade i Catalogue of Life.